# Païfang
Un païfang (chinois : 牌坊 ; pinyin : páifāng ; zhuyin : ㄆㄞˊ ㄈㄤ ; pʰaɪ̯³⁵ fɑŋ⁵⁵) ou pailou (chinois simplifié : 牌楼 ; chinois traditionnel : 牌樓 ; pinyin : páilou ; zhuyin : ㄆㄞˊ ㄌㄡˊ ; API : ˌpʌɪˈləʊ), est une forme de portique de l'architecture chinoise classique.
Les païfangs sont aussi populaires en Corée, au Japon et au Viêt Nam.

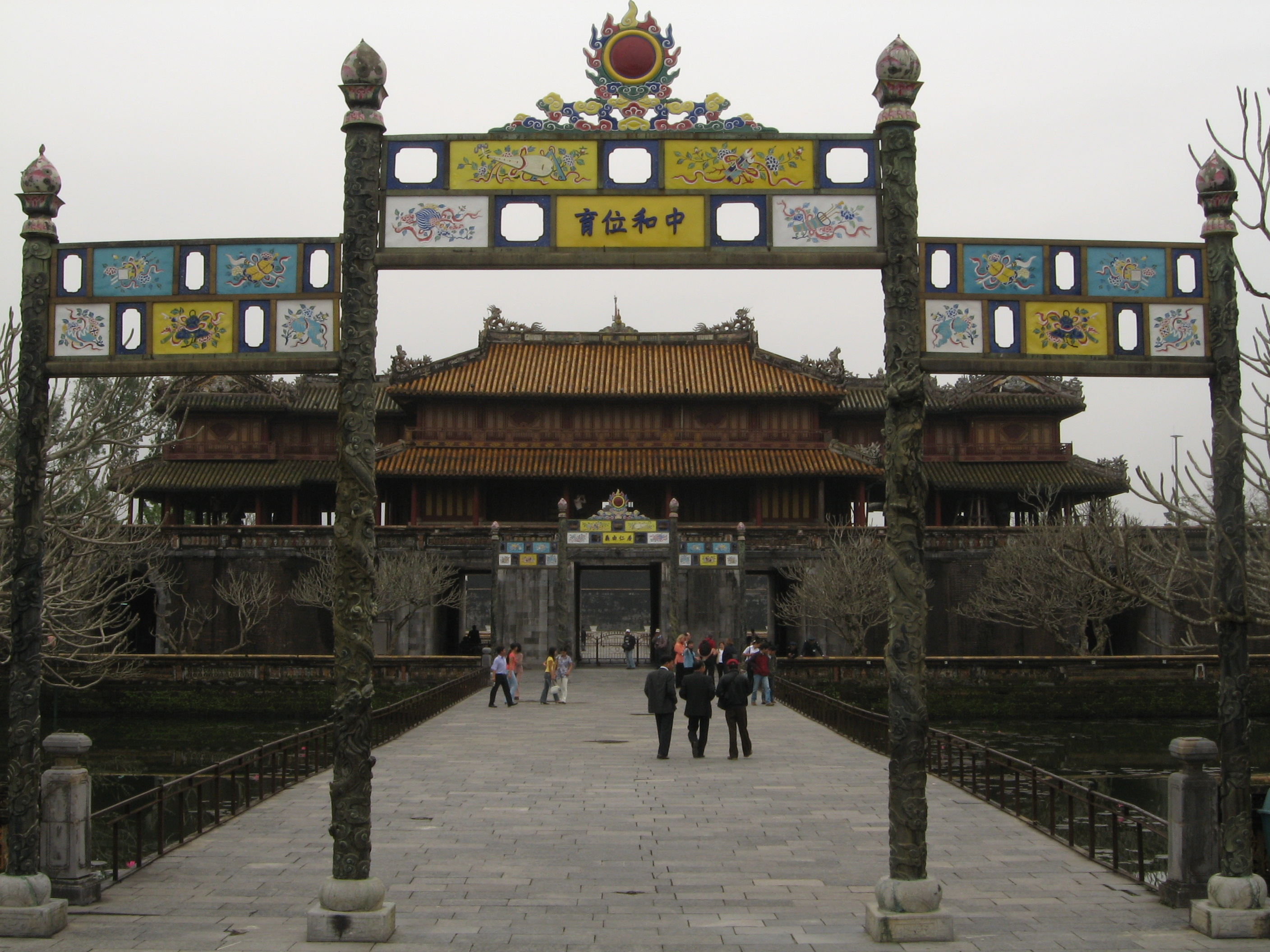
Le païfang marquant une entrée de la Cité impériale à Huế, Viêt Nam.
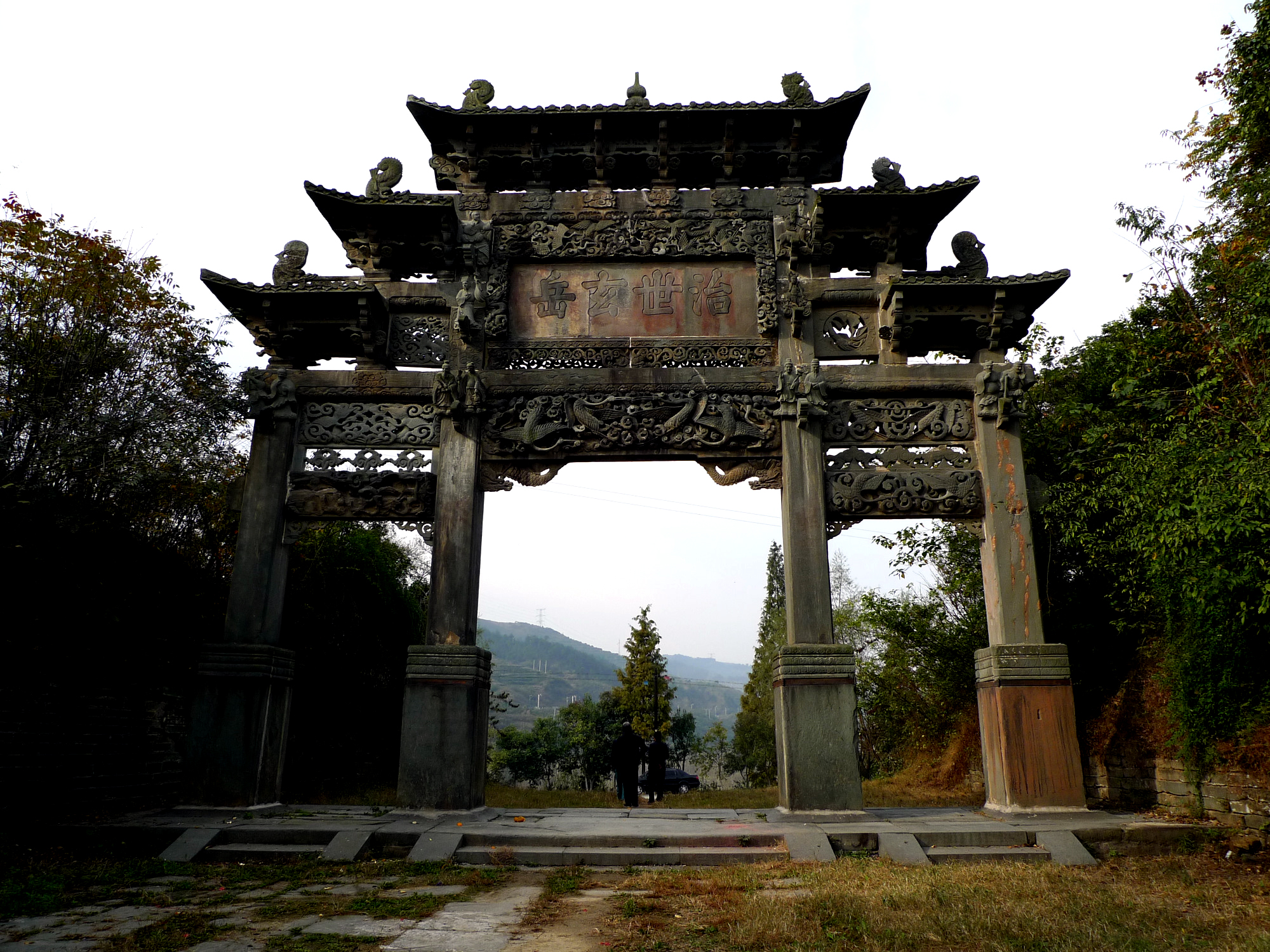
Un païfang traditionnel marquant une entrée des Monts Wǔdāng, situés à Shiyan, Chine.
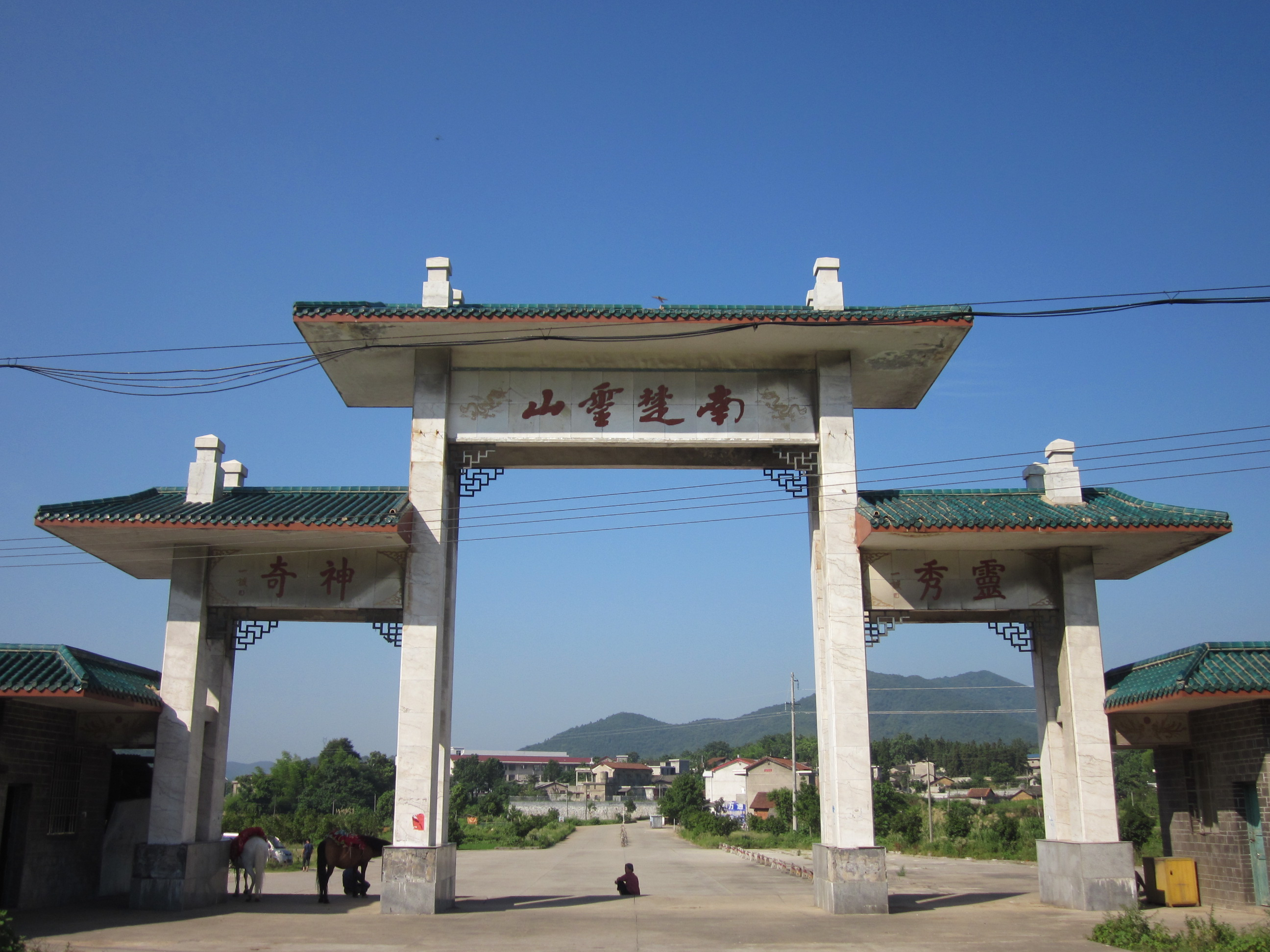
Le païfang du temple Baiyun à Shuangfupu, Hunan, Chine.
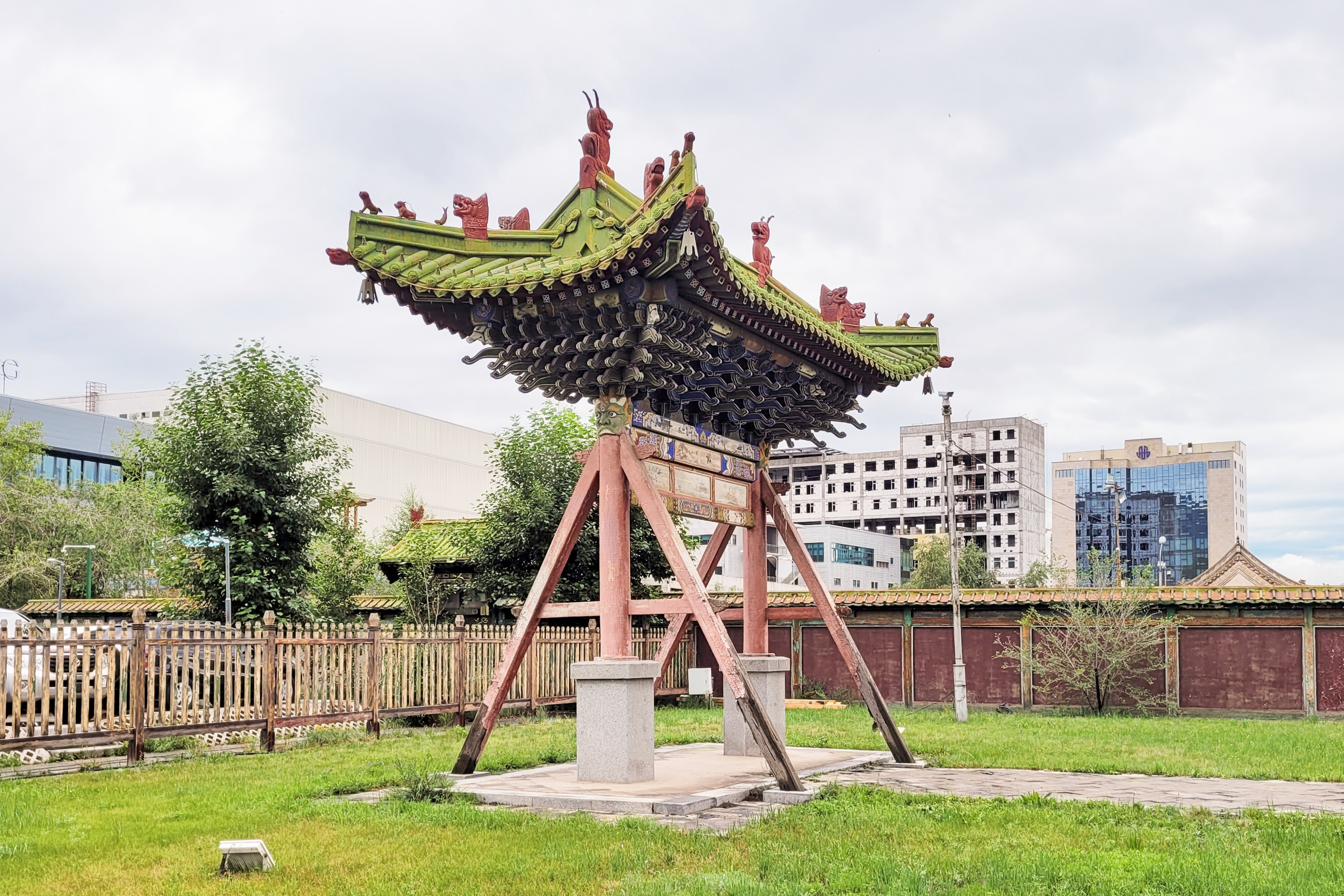
Un païfang au Palais Vert à Oulan-Bator, Mongolie.